# Domenico Calcagno
Domenico Calcagno (Tramontana, 3. veljače 1943.) talijanski je prelat Katoličke Crkve.
Dana 20. veljače 2012. papa Benedikt XVI. imenovao ga je kardinalom-đakonom crkve Annunciazione della Beata Vergine Maria a Via Ardeatina.